# Orbit (жувальна ґумка)
Orbit («Орбіта») — фруктова жувальна гумка компанії Wrigley.

## Галерея

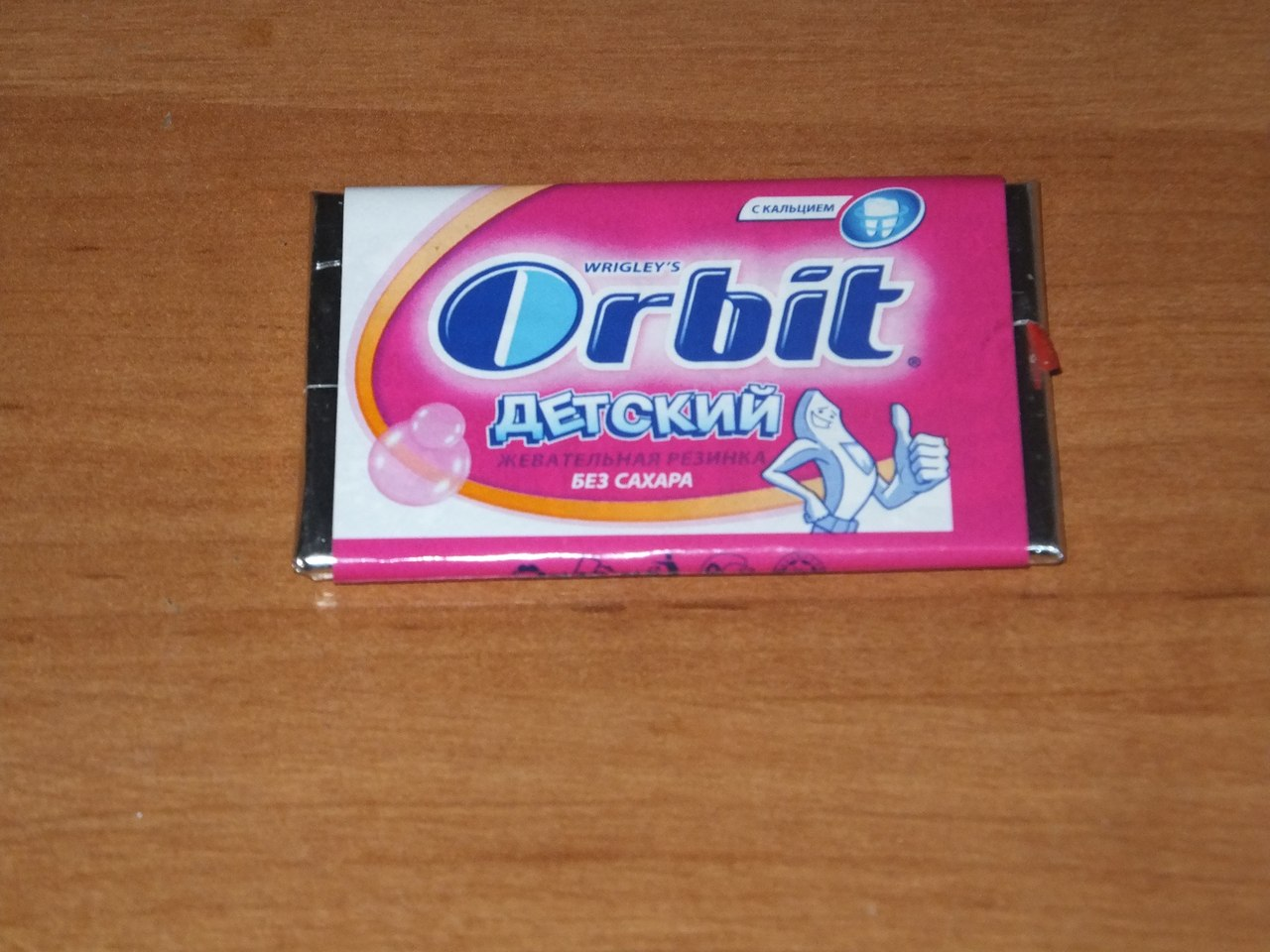
Орбіт дитячий
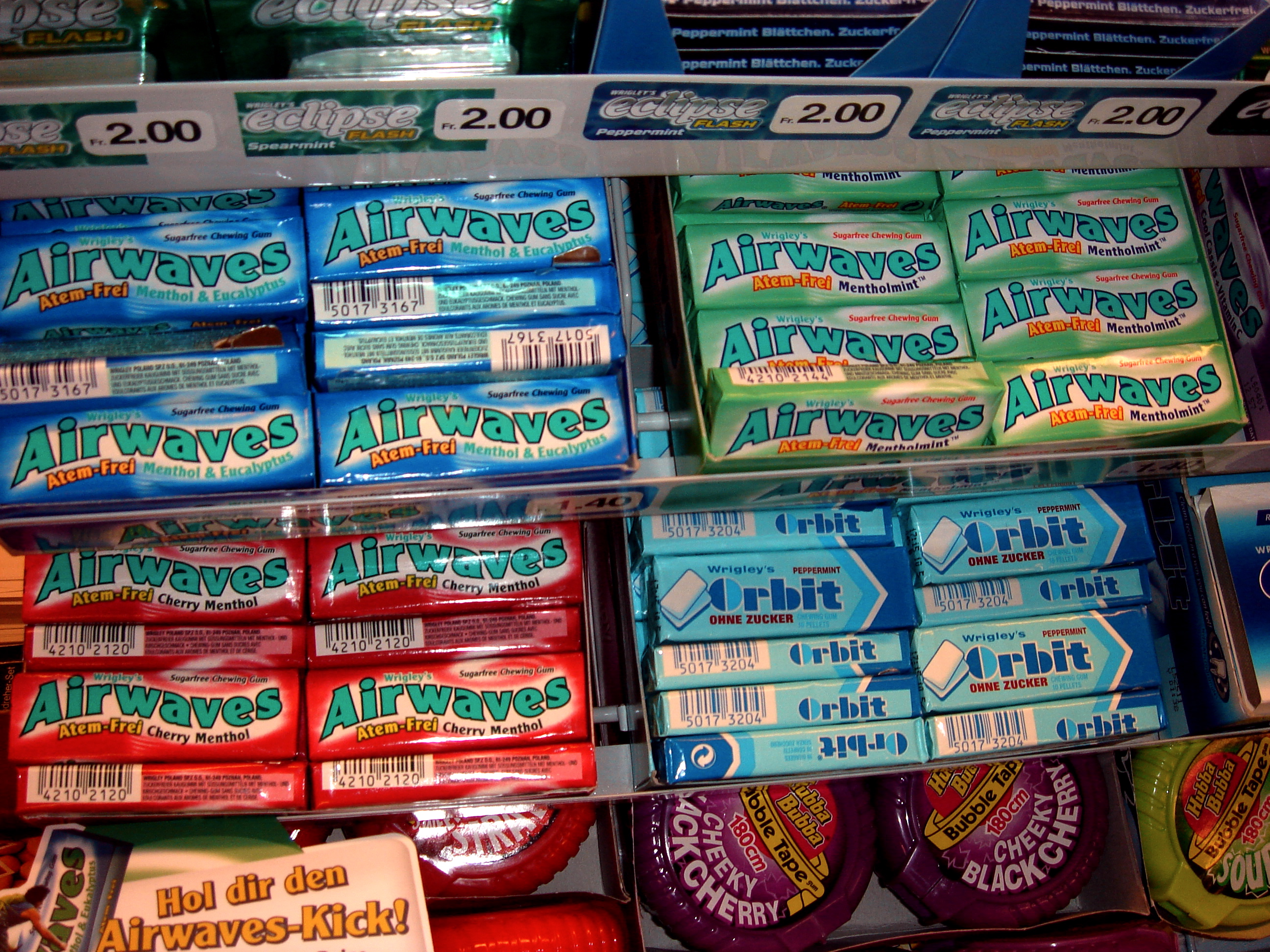
Стенд Orbit та Airwaves